# Ángel Donato
Ángel Roberto Donato Ponce (Alicante, 2 de noviembre de 1990), más conocido como Ángel Donato, es un entrenador español de fútbol que actualmente entrena al CD Ilicitano en Segunda Federación.

## Trayectoria
Estudió Ciencias de la Actividad Física y del Deporte en la Universidad Politécnica de Madrid y más tarde, en 2010, se enroló en la cantera del Atlético de Madrid, donde desarrolló diferentes funciones durante trece años como coordinador de Metodología, entrenador en diferentes categorías y coordinador deportivo en la Academia del Atlético de Madrid.
En la temporada 2019-20, se hace cargo del Juvenil "B"  del Atlético de Madrid para dirigirlo en Liga Nacional.
Desde 2020 a 2023, entrena al Atlético Madrileño Juvenil "A" en el Grupo 7 de la División de Honor Juvenil.
El 17 de julio de 2023, firma por el Elche Ilicitano Club de Fútbol de Tercera División al que lo asciende a Segunda RFEF como campeón de Grupo, siendo el primer equipo español ascendido en 2024.

## Clubes

### Como entrenador
| Club                           | País   | Año             |
| ------------------------------ | ------ | --------------- |
| Atlético de Madrid Juvenil "B" | España | 2019-2020       |
| Atlético Madrileño Juvenil "A" | España | 2020-2023       |
| Elche Ilicitano CF             | España | 2023-actualidad |